# Сан-Себастьяно-да-По
Сан-Себастьяно-да-По (итал. San Sebastiano da Po) — коммуна в Италии, располагается в регионе Пьемонт, в провинции Турин.
Население составляет 1791 человек (2008 г.), плотность населения составляет 112 чел./км². Занимает площадь 16 км². Почтовый индекс — 10020. Телефонный код — 011.
Покровителем коммуны почитается святой Себастьян, празднование 20 января.

## Демография
Динамика населения:

## Администрация коммуны
- Официальный сайт: http://www.comunesansebastianodapo.it/